# The Cult
The Cult es una banda británica de hard rock. A mediados de los 80, The Cult fue una de las principales bandas que hicieron resurgir el hard rock en Inglaterra. La banda fue influenciada principalmente por el misticismo de The Doors y el estilo de las guitarras de hard rock de Led Zeppelin y AC/DC. La agrupación comenzó con un estilo rock gótico y post-punk, y fue evolucionando hacia el hard rock a partir del disco "Electric" (1987). The Cult tuvo varios éxitos en el Reino Unido a mediados de los 80's, como "She Sells Sanctuary”, "Rain", y "Revolution"; y a finales de los ochenta entró en el mercado estadounidense de hard rock con la canción "Love Removal Machine". Aunque su álbum de 1989, Sonic Temple, fue el más exitoso comercialmente, la banda decaía detrás del escenario debido a crecientes tensiones y abusos de alcohol. Para 1995, The Cult se había separado.
Entre 1999 y 2002, la banda se reunió para grabar el álbum Beyond Good and Evil y relanzaron todos sus álbumes en Asia y Europa oriental en el 2003 y en Japón en el 2004. En el 2006, la banda se reagrupó para llevar a cabo una gira mundial. La agrupación se dispuso a grabar material nuevo comenzando en febrero de 2007: Born into This. The Cult ofreció algunos conciertos durante la primavera del 2007. En el 2012 lanzaron el disco Choice of Weapon y en febrero de 2016 el álbum Hidden City.

## Historia

### Primeros años (1981-1984)
En 1981, el vocalista Ian Astbury se unió a una banda local como la voz principal y le cambió el nombre a "Southern Death Cult", en honor a una tribu norteamericana del delta del Misisipi de los siglos XIV y XV. La primera actuación de la banda fue en Queen's Hall en Bradford, Inglaterra, el 29 de octubre de 1981. La agrupación estuvo junta por aproximadamente 16 meses, lanzando un sencillo titulado, "Moya", y tocando con las bandas Bauhaus y Theatre of Hate antes de separarse después de un concierto en Mánchester en febrero de 1983. El álbum Southern Death Cult fue lanzado por Beggars Banquet pero era en esencia trabajo hecho sobre el sencillo, sesiones de radio y actuaciones en vivo. En el 2006 Ian Astbury dijo que le encantaría grabar el álbum que "Southern Death Cult" nunca hizo.
En abril de 1983, Astbury se unió al guitarrista Billy Duffy para formar la banda "Death Cult". Duffy había tocado previamente con The Nosebleeds, Lonesome No More y Theatre of Hate. Además de Astbury y Duffy, la banda también incluía a Jamie Stewart (bajo) y Raymond Taylor Smith (después llamado Ray Mondo) (batería), ambos de la banda de post-punk de Harrow, Londres Ritual. Death Cult hizo su debut en vivo en Oslo, Noruega a finales de junio de 1983 y lanzaron el EP Death Cult en julio de 1983, para después irse de tour por Europa.
En septiembre de 1983, Mondo fue deportado a su país natal, Sierra Leona, y fue reemplazado por Nigel Preston, antes baterista de Theatre of Hate. El sencillo "God's Zoo" fue lanzado en octubre de 1983. Otro tour por Europa, con fechas para el Reino Unido, llegó en ese otoño. Para reducir la connotación gótica de su nombre, y ganar una audiencia más amplia, la banda cambió su nombre a "The Cult" en enero de 1984 antes de aparecer en un programa de televisión del Canal 4, The Tube.
La primera grabación de estudio de la banda se hizo en Rockfield Studios, en Monmouth, Gales en 1984. El álbum iba a ser producido originalmente por Joe Julian, pero después de haber hecho las grabaciones de la batería, la banda decidió reemplazarlo con John Brand. El álbum fue producido por Brand, pero Billy Duffy ha manifestado que las grabaciones de batería usadas fueron producidas por Julian, ya que Nigel Preston ya no era fiable en ese entonces.
La banda grabó las canciones que después fueron conocidas como: "Butterflies", "(The) Gimmick", "A Flower in the Desert", "Horse Nation", "Spiritwalker", "Bad Medicine (Waltz)", "Dreamtime", "With Love" (después conocida como "Ship of Fools", o también "Sea and Sky"), "Bone Bag", "Too Young", "83rd Dream" y una canción sin título que no fue incluida. No se sabe que canción fue, ni sí la banda trabajó con ella después. Algunas canciones como "Horse Nation" muestran el intenso interés de Astbury en asuntos de los Nativos Americanos, con la letra de "Horse Nation" diciendo, "See them prancing, they come neighing, to a horse nation" (Velos galopando, vienen relinchando, a una nación de caballos), tomado casi literalmente del libro Bury My Heart at Wounded Knee, mientras que "Spiritwalker" habla sobre chamanismo.
El 4 de abril de 1984, The Cult lanzó el sencillo "Spiritwalker", que alcanzó el puesto #1 en las tablas independientes del Reino Unido, y fue una introducción a su álbum Dreamtime. Después lanzaron otro sencillo, "Go West (Crazy Spinning Cirles)" en ese verano, antes del lanzamiento de Dreamtime en septiembre, un álbum que llegó al puesto #21 en el Reino Unido y vendió 100,000 copias tan solo en Gran Bretaña.
El 12 de julio de 1984, tocó 5 canciones en vivo en la BBC. Tanto antes como después del lanzamiento del álbum, The Cult recorrió Europa e Inglaterra antes de grabar otro sencillo, "Resurrection Joe" (#74 en el Reino Unido), lanzado en diciembre. El álbum Dreamtime fue lanzado inicialmente solo en Gran Bretaña, pero después de su éxito, y a medida que The Cult ganaba popularidad mundial, comenzó su venta en otros 30 países.

### Éxito (1985-1990)
En marzo de 1985, The Cult grabó su cuarto sencillo, "She Sells Sanctuary", que llegó al #15 en el Reino Unido. Después volvió a las tablas en el puesto #56 en septiembre de 1986, manteniéndose por 41 semanas en la tabla.
En junio de 1985, después de su creciente comportamiento errático, el baterista Nigel Preston fue despedido. El baterista de Big Country, Mark Brzezicki, fue elegido para reemplazar a Preston. La agrupación grabó su segundo álbum en julio y agosto de 1985, el cual fue Love. La imagen y música de la banda cambió de sus raíces punk hacia algo más psicodélico, con influencias de los años 70s. Love fue un éxito independiente, vendiendo 300,000 copias en el Reino Unido, 500,000 copias en Europa, 100,000 en Australia, y a la larga, 1.5 millones de copias en Norteamérica. Hasta la fecha, este álbum ha vendido más de 2 millones y medio de copias.

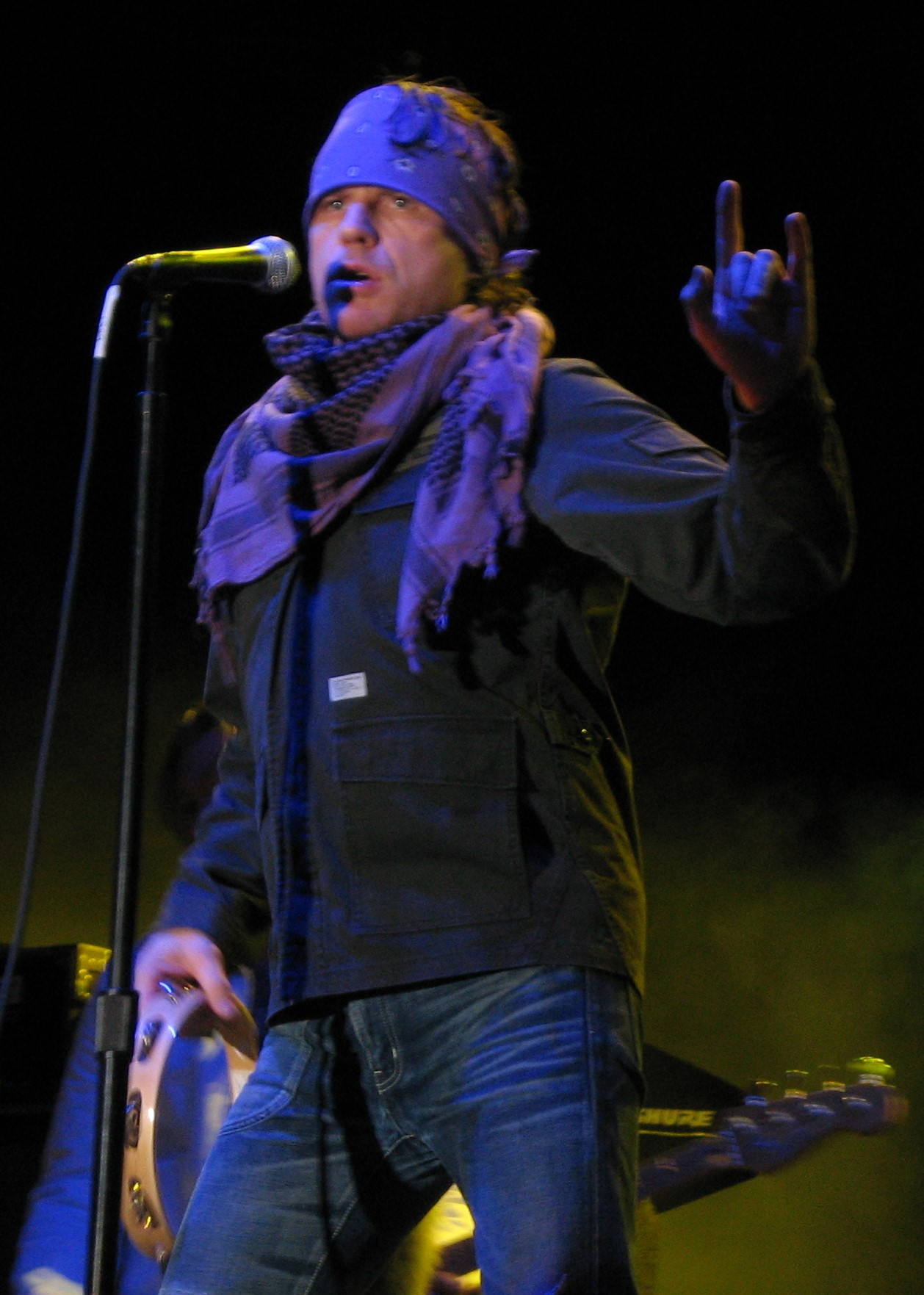
Ian Astbury

De mediados de 1985 a 1986, la banda estuvo de tour por el mundo, con su nuevo baterista, Les Warner (que previamente había tocado con Julian Lennon y Johnny Thunders). Dos sencillos más fueron tomados del álbum Love: "Rain" (#14 en el Reino Unido) y "Revolution" (#30 en el Reino Unido). Ninguno de estos sencillos alcanzó las tablas en Estados Unidos. Otro sencillo, "Nirvana", fue lanzado solo en Polonia.
De vuelta en Inglaterra, la banda apartó el Manor Studios en Oxfordshire, con el productor Steve Brown (quien produjo Love) y grabaron más de una docena de canciones nuevas. A la banda no le gusto el sonido de su nuevo álbum, Peace, y decidieron ir a Nueva York para que el productor Rick Rubin hiciera un remix del primer sencillo, "Love Removal Machine".
Rubin aceptó trabajar con la banda, pero solo sí volvían a grabar la canción. Rubin después los convenció de volver a grabar el álbum entero. La discográfica de The Cult, Beggars Banquet, se descontentó con esto, ya que se habían gastado dos meses y £250,000 en la primera grabación. Sin embargo, después de escuchar la grabación hecha en Nueva York, Beggars Banquet accedió a proceder. El primer sencillo fue lanzado en febrero de 1987, y la nueva versión del álbum apareció en abril de ese mismo año como Electric, alcanzando el puesto #4 y vendiendo más que Love.
Algunas canciones del álbum Peace aparecieron en la versión del sencillo "Love Removal Machine" y "Lil Devil". The Cult estuvo de tour con Kid Chaos (también conocido como "Haggis" y "The Kid") como bajista y Jamie Stewart como guitarra secundaria. Otro sencillo, "Wild Flower" fue lanzado en el verano de 1987.
En Estados Unidos, The Cult, ahora formado por Ian Astbury, Billy Duffy, Jamie Stewart, Les Warner y Kid Chaos (Haggis), eran apoyados por Guns N' Roses. El tour llegó a Australia, donde la banda destruyó el equipo con un valor de £30,000, y como resultado no pudieron ir de tour a Japón, ya que ninguna compañía les rentó equipo nuevo. Al final del tour, el álbum Electric había vendido un millón de copias en Gran Bretaña y aproximadamente 3 millones en el mundo, pero para ese entonces, los miembros de la banda apenas se hablaban.
Haggis dejó la banda al finalizar el tour Electric para formar “The Four Horsemen” para la disquera Def-American de Rick Rubin. Astbury y Duffy despidieron al baterista Les Warner y al equipo de managers Grant/Edwards, y se mudaron a Los Ángeles con el bajista original, Jamie Stewart. Les Warner demandó a la banda varias veces por su despido y por lo que el consideraba derechos sin pagar por su participación en el álbum Electric, resultando esto en extensas batallas en la corte. The Cult firmó un contrato con managers nuevos y grabó 21 canciones nuevas para su siguiente álbum.
Para el siguiente disco, Jamie Stewart volvió para ser bajista y John Webster fue incluido en la banda para tocar el teclado. La banda usó a Chris Taylor para tocar durante ensayos y grabar las demostraciones y después el baterista de Kiss, Eric Singer, tocó con ellos durante la segunda sesión de grabaciones. The Cult reclutó después al baterista Mickey Curry y al ingeniero de sonido de Aerosmith, Bob Rock, para producir la grabación. 

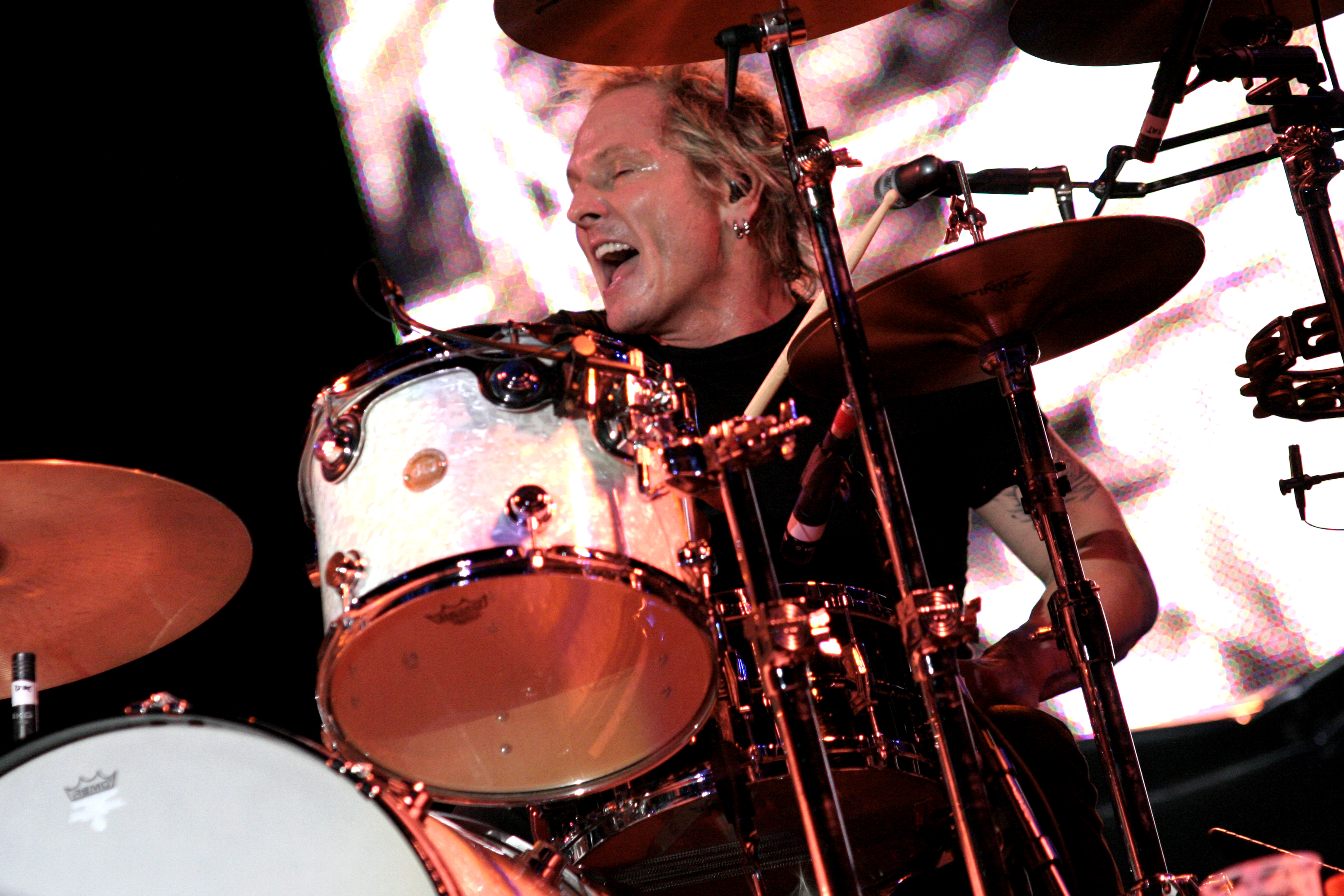
Matt Sorum

Grabado en Vancouver, Canadá en octubre, noviembre y diciembre de 1988, el álbum Sonic Temple superó el millón de copias vendidas en todo el mundo. La banda se fue de tour para apoyar a su nuevo álbum y su último sencillo, "Fire Woman" (#15 en el Reino Unido) con un baterista nuevo, Matt Sorum y John Webster en el teclado. El siguiente sencillo, "Edie (Ciao Baby)" (#25) se ha vuelto un clásico de sus conciertos.
En Europa, estuvieron de tour con Aerosmith y en E.U., después del lanzamiento del sencillo "Sun King" (#42 en el Reino Unido), pasaron el año de 1989 de tour apoyando a Metallica, antes de embarcarse en su propio tour más adelante en el año. Un cuarto sencillo, "Sweet Soul Sister" (#38) fue lanzado en febrero de 1990, cuyo video se filmó en Wembley, en Londres el 25 de noviembre de 1989.
Inmediatamente después de un concierto en Atlanta, Georgia, en febrero de 1990, la administración de la banda dijo a Ian que su padre acababa de morir de cáncer. Como resultado, el resto del tour fue cancelado después de unos últimos conciertos en abril. Después de que el tour terminó, la banda estaba a punto de separarse debido al retiro Jamie Stewart y su mudanza a Canadá para estar con su esposa y a Matt Sorum dejando la banda para unirse a Guns N' Roses.
En 1990, Ian Astbury organizó el festival llamado A Gathering of the Tribes en Los Ángeles y San Francisco con artistas como Soundgarden, Ice T, Indigo Girls, Queen Latifah, Iggy Pop, The Charlatans, The Cramps y Public Enemy. A este festival que duró 2 días asistieron 40,000 personas, e inspiró el comienzo de Lollapalooza, el cual comenzó en 1991.
El director de cine Oliver Stone le ofreció a Ian Astbury el papel de Jim Morrison en la película The Doors. Astbury rechazó el papel después de leer el guion, porque no le parecía correcta la manera en que Morrison era representado en la película.

### Ceremony(1991-1994)
En 1991, Astbury y Duffy comenzaron a componer material para el Nuevo álbum. Durante la grabación de las demostraciones, Todd Hoffman y James Kottak tocaron el bajo y la batería respectivamente. Durante la grabación del álbum, Mickey Curry fue reclutado de nuevo para tocar la batería, con Charley Drayton como bajista. La relación de trabajo de Ian Astbury y Billy Duffy se había desintegrado con el tiempo, ya que aparentemente se hablaban poco, incluso durante las grabaciones.
El álbum resultante Ceremony recibió respuestas variadas. El álbum llegó al #34 en E.U., pero las ventas no fueron tan impresionantes como las de los tres discos anteriores, alcanzando solo alrededor de un millón de copias vendidas en el mundo. Solo se tomaron dos sencillos de este álbum: la explosiva canción "Wild Hearted Son" (#34 en Reino Unido, en Canadá #41) y "Heart of Soul" (#50 en el Reino Unido), aunque "White" fue lanzado como sencillo solo en Canadá, "Sweet Salvation" fue lanzado como "Dulce Salvación" en Argentina en 1992 y "Ceremony" fue lanzado en España.
En 1991 la banda tocó en el Club Marquee en Londres; el espectáculo fue grabado y lanzado en febrero de 1993, junto con algunas copias de sus primeros grandes éxitos. Solo se fabricó una pequeña cantidad de estos discos, sin embargo fue relanzado en 1999.
The Cult fue demandado por la madre del niño nativo americano que aparece en la portada de Ceremony, por presunta explotación. Esta demanda retrasó el lanzamiento de Ceremony en varios países.

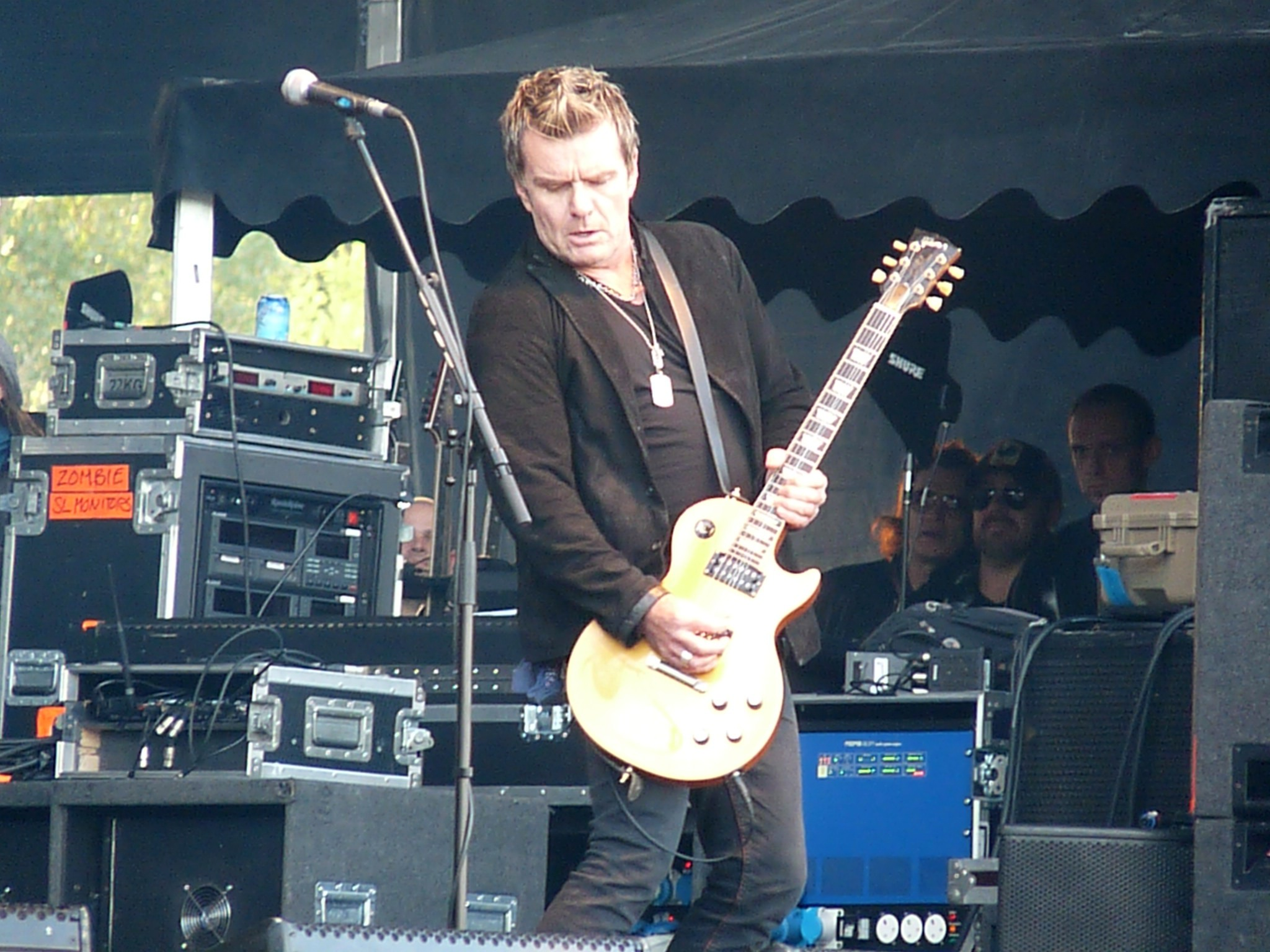
Billy Duffy

Después vino un tour mundial con el baterista Michael Lee, el bajista Kinley Wolfe, el teclista John Sinclair y the Gathering of the Tribes llegó al Reino Unido. Ahí tocaron con bandas como Pearl Jam. El ensayo antes del concierto, llevado a cabo en un pequeño club nocturno, fue dedicado a la memoria de Nigel Preston, quien había muerto unas semanas antes, a los 31 años.
Después del lanzamiento del sencillo "The Witch" (#9 en Australia), de la grabación de una canción llamada “Zap City” para la banda sonora de la película de 1992 Buffy the Vampire Slayer, el lanzamiento de dos volúmenes de remixes de "She Sells Sanctuary", llamados Sanctuary Mixes MCMXCIII, volúmenes uno y dos y la recopilación de grandes éxitos Pure Cult - For Rockers, Ravers, Lovers And Sinners, (#1 en el Reino Unido), Astbury y Duffy despidieron a los otros miembros de la banda y reclutaron a Craig Adams (The Mission) y a Scott Garrett para el tour por Europa en 1993, con Mike Dimkitch en la guitarra secundaria en algunos conciertos.

### The Cult(1994-1995)
Con esa misma alineación, la banda lanzó The Cult, álbum producido por Bob Rock en octubre de 1994. Ian Astbury mencionó que el disco era "muy personal y muy revelador" sobre su propia vida, tratando temas desde el abuso sexual del que fue víctima a los 15 años, la muerte de Nigel Preston y sus años desperdiciados en Glasgow en los años 70’s. Aun así, el álbum tuvo poco éxito, llegando solo al puesto #69 en E.U. y al #21 en el Reino Unido. El sencillo "Coming Down (Drug Tongue)" fue lanzado y la banda se fue de tour para promocionar el disco. Después vino solo un sencillo más, "Star".
Cuando comenzó el tour en el invierno de 1994, se agregó a James Stevenson como guitarra de acompañamiento. Al igual que con Ceremony, no se lanzó ningún otro sencillo, pero otras canciones fueron lanzadas de manera limitada: "Sacred Life" fue lanzada en España y Holanda, "Be Free" en Canadá y Francia y "Saints Are Down" en Grecia, pero ninguna de las canciones tuvo mucho éxito.

### Separación (1995-1998)
Durante el tour por Sudamérica en 1995, y pese a que ya se había grabado material nuevo, la banda decidió separarse.
En noviembre de 1996, se lanzó un número de recopilaciones: High Octane Cult, sus grandes éxitos hasta el año de su separación, lanzado solo en E.U. y Japón; The Southern Death Cult, constando de 15 canciones remasterizadas; un CD con 10 canciones de Death Cult titulado Ghost Dance, incluyendo las 4 canciones del E.P., el sencillo "God's Zoo" y cuatro canciones nuevas que solo habían sido escuchadas en la radio; y una remasterización de Dreamtime con las 10 canciones originales. Dreamtime Live at the Lyceum también fue remasterizado y lanzado en CD, con la canción nueva "Gimmick".
En el año 1997, Scott Garret ingresa como baterista de soporte para el Ex Bajista de la banda japonesa Luna Sea, Jun Onose. Durante el Tour por Japón de J (como es conocido Jun Onose), Billy Duffy es invitado al escenario para interpretar el tema "Pyromania".
Durante 1997 y 1998 Ian Astbury grabó un álbum como solista, cuyo título original era Natural Born Guerilla, aunque el disco no fue lanzado hasta junio de 2000 con el nombre, Spirit/Light/Speed. Astbury tocó un concierto en 1999 y después expresó deseos por hacer un tour como solista, sin embargo, cuando The Cult se reunió en 1999, Astbury abandonó esa idea.

### Reunión (1999-2001)
En 1999, Astbury y Duffy reformaron The Cult con Matt Sorum y el exbajista de Porno for Pyros, Martyn LeNoble. Su primer concierto oficial fue en el Concierto de Libertad Tibetana en junio de 1999, después de haber ensayado en Los Ángeles. El tour de reunión de 1999 llamado 'Cult Rising' resultó en la venta de todos los boletos para 30 fechas en Estados Unidos, terminando con 8 noches consecutivas llenando el House of Angeles.
En el 2000, la banda estuvo de tour en Sudáfrica y toda América y contribuyeron a la banda sonora de la película Gone In 60 Seconds con la canción “Painted on my Heart”. En junio, el esperado álbum de Ian Astbury fue finalmente lanzado con el título Spirit/ Light/ Speed, pero no logró mucho éxito. En noviembre de 2000, fue lanzada otra recopilación de grandes éxitos llamada Pure Cult: The Singles, junto con un DVD, que superó las 500 000 copias vendidas en Canadá.
En el 2001, la banda firmó un contrato con Atlantic Records y grabaron un álbum nuevo, Beyond Good and Evil, bajo la producción de Mick Jones de Foreigner, hasta que Jones se fue de tour con Foreigner. Astbury y Duffy coescribieron una canción con Jones, algo inusual ya que en el pasado ni Astbury ni Duffy co-escribían su trabajo. Bob Rock fue el productor, Martyn LeNoble y Chris Wyse fueron los bajistas durante las grabaciones y Mike Dimkitch tocó la guitarra de acompañamiento durante el tour.
Sin embargo, Beyond Good And Evil no le dio a la banda el regreso que esperaban. A pesar de llegar al número #37 en E.U., #22 en Canadá y #25 en España, las ventas bajaron rápidamente, llegando apenas a las 500,000 copias vendidas en el mundo. El primer sencillo, "Rise", llegó al #41 en E.U. y al #2 en las tablas de rock, pero Atlantic Records pronto quitó la canción de las listas de radio. Ian Astbury describió la experiencia con Atlantic como una "destructora de almas", luego de que la compañía tratara de hacer cambios a las letras, la portada del álbum y la elección de los sencillos.
Después del lanzamiento del primer sencillo, la relación de trabajo de The Cult con Atlantic estaba solo en el papel, causando que Atlantic retirara la canción "Rise" de las listas de reproducción del radio y cesando toda la promoción del álbum. El segundo sencillo, "Breathe", fue lanzado solo como una demostración por medio del radio y el último sencillo, "True Believers", fue lanzado en el 2002 (después de que el tour de The Cult había terminado). A pesar de que "True Believers" fue tocada en el radio en Australia, ambos sencillos pasaron casi desapercibidos y tanto Astbury como Duffy abandonaron el proyecto. Martyn LeNoble regresó a la banda para las primeras fechas del 2001 y Billy Morrison fue el bajista durante casi todo el tour del 2001.
El tour por Europa del 2001 fue cancelado, principalmente por razones de seguridad después de los atentados del 11 de septiembre de 2001 y la banda volvió a E.U. para irse de tour con Aerosmith. El tour de 11 semanas fue considerado un desastre por los fanes, ya que la banda tocó solo una porción de sus grandes éxitos. En octubre de 2001, un concierto en el Grand Olympic Auditorium en Los Ángeles fue filmado para su lanzamiento en DVD. Después de eso, con el tour terminando en diciembre de 2001, la banda descansó durante casi todo el 2002, volviendo solamente en octubre para tocar algunos conciertos y hacer promoción para el DVD, con Scott Garrett y Craig Adams reintegrándose a la banda.

### Segunda separación (2002-2004)
A finales del 2002, Ian Astbury mencionó que The Cult estaba "congelado" indefinidamente, después de algunos conciertos en octubre de 2002 para promocionar el lanzamiento de Music Without Fear DVD. Durante esta segunda separación, Astbury trabajó con The Doors (después llamados The Doors of the 21st Century, luego llamados D21c, y más recientemente conocidos como Riders on the Storm) con dos de los miembros originales de la banda). D21c fue demandado varias veces tanto por la familia de Jim Morrison y también por el baterista John Densmore. Astbury también grabó otro álbum como solista, que hasta el 2007, no ha sido lanzado.
Al mismo tiempo, Billy Duffy se integró a Dead Men Walking y después a Cardboard Vampyres. El batería Matt Sorum se unió a Velvet Revolver. En el 2003, todos los álbumes de la agrupación fueron lanzados en CD, con varias canciones adicionales en las versiones rusas, bielorrusas y lituanas. En octubre de 2004, todos los álbumes de The Cult fueron una vez más remasterizados y lanzados en CD.

### Segunda reunión
En el 2005, The Cult se volvió a reunir para un tour mundial en el 2006, haciendo su primera aparición en vivo en tres años en febrero de 2006, en el The Late Late Show with Craig Ferguson. La nueva formación de The Cult consistía en Ian Astbury (voz), Billy Duffy (guitarra solista), John Tempesta (batería, también ha estado en otras bandas como Testament y White Zombie), Mike Dimkitch (guitarra rítmica) y Chris Wyse de nuevo como bajista. Su primer concierto fue en marzo de 2006 en San Francisco, California en The Fillmore.
En mayo de 2006, The Cult llevó a cabo un tour de 8 días en Canadá, recibiendo a una gran audiencia en Toronto. También hubo un tour por Europa, con 11 días en septiembre en el Reino Unido. Mientras tanto, Billy Duffy creó "Circus Diablo" con Billy Morrison, Matt Sorum, Brett Scallions y Ricky Warwick.
The Cult estuvo de tour por Europa oriental y central y tocaron por primera vez en Bulgaria, Polonia y Serbia. Después vino un tour por el Reino Unido y más fechas para Estados Unidos, seguidas por un tour por Sudamérica durante diciembre de 2006.
Ian Astbury anunció el 16 de febrero de 2007 que dejaría Riders on the Storm, el proyecto de reunión de The Doors y se dedicaría exclusivamente a The Cult. 
Ante las dificultades que atravesaba la industria discográfica, The Cult optó por publicar su siguiente trabajo por entregas, llamadas “cápsulas” que se pusieron a la venta en formato CD/DVD, vinilo y descargas digitales. El primer sencillo “Every Man and Woman is a Star” fue presentado en iTunes Store el 31 de julio de 2010. El 14 de septiembre de 2010 sería presentada la primera de estas “cápsulas” cuyo contenido consistió en dos temas nuevos “Every Man and Woman is a Star” y “Siberia”, dos temas antiguos grabados recientemente en directo “Rain” y “Brother Wolf, Sister Moon” y un film llamado “Prelude to Ruins”, dirigido por el propio Astbury y Rick Rodgers.
El 1 de agosto de 2010, el grupo se presentó en el Sonisphere Festival con todas las localidades vendidas, lo que marcó su regreso a Reino Unido desde el Tour del álbum Love, durante dicha presentación, interpretaron por primera vez el sencillo "Every Man and Woman is a Star".
El 26 de octubre de 2010 la banda y Aderra Inc. anunciaron la realización de una nueva canción "Embers", para el 1 de noviembre del 2010, y la segunda "cápsula" el 16 de noviembre de 2010, que bajo el título “Capsule 2, new blood, deep cuts” contenía dos nuevos temas, “Embers” y “Until the Light Takes Us”, dos versiones en directo de” White” y “Nirvana” y la película “Black Angel”.

### 2011 – Presente

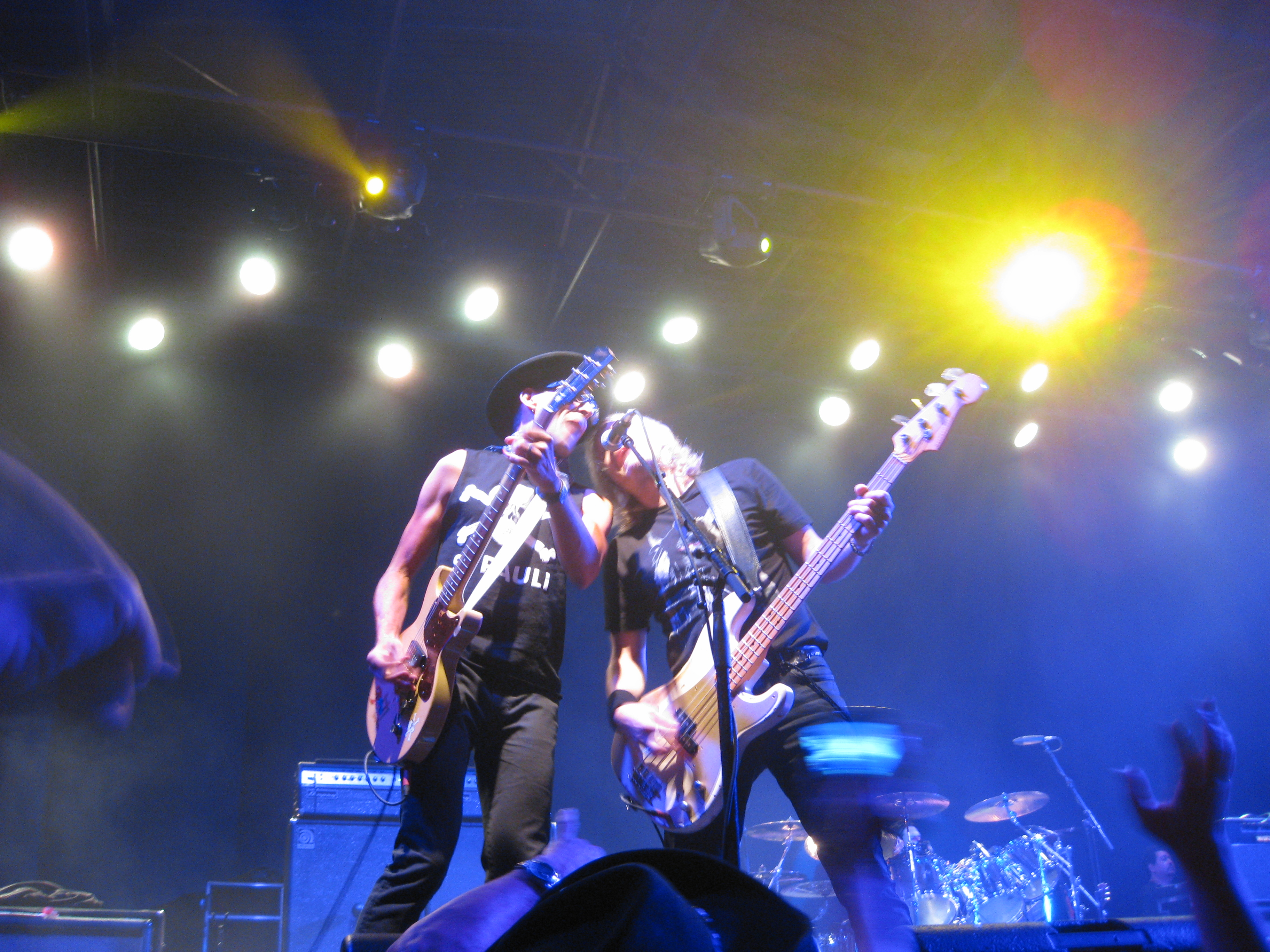
The Cult en mayo de 2012.

Durante el concierto de The Cult en el Hammersmith Apollo de Londres el 21 de enero del 2011, Ian Astbury declaró que un nuevo álbum sería grabado directamente después del Tour con el productor Chris Goss. Luego la banda se embarcaría en una minigira mundial, incluyendo cinco fechas en Argentina, dos en Brasil y una en México.
El 11 de mayo de 2011, se anunció que The Cult había firmado con Cooking Vinyl Records para la grabación del nuevo álbum que fue presentado con el título Choice of Weapon el 22 de mayo de 2012.
El 28 de septiembre de 2012 se anunció que la banda lanzaría Weapon of Choice como “precuela” del anterior álbum Choice of Weapon exclusivamente disponible en iTunes durante dos meses a partir del 16 de octubre. Se trata de un material para coleccionistas y fanes acérrimos de la banda que contiene demos y grabaciones descartadas del aclamado álbum Choice of Weapon.
El 24 de febrero de 2016 la banda lanza su décimo álbum, titulado Hidden City.
El 2 de abril de 2018, se anunció una gira por los Estados Unidos de América llamada Revolution 3 Tour para el verano. Actuarán como headliner con Bush y Stone Temple Pilots.

## Miembros
Miembros actuales
- Ian Astbury (1983–1995, 1999–2002, 2006–presente)
- Billy Duffy (1983–1995, 1999–2002, 2006–presente)
- John Tempesta (2006–presente)
- Damon Fox (2015–presente)
- Grant Fitzpatrick (2015–presente)

Cronología

## Discografía

### Estudio
- Dreamtime (1984)
- Love (1985)
- Electric (1987)
- Sonic Temple (1989)
- Ceremony (1991)
- The Cult (1994)
- Beyond Good and Evil (2001)
- Born into This (2007)
- Choice of Weapon (2012)
- Hidden City (2016)
- Under The Midnight Sun (2022)

### Sencillos
| Año  | Título                                                                    | Posición en las tablas        | Posición en las tablas | Posición en las tablas | Posición en las tablas | Álbum                |
| Año  | Título                                                                    | Sencillos del Reino Unido     | Hot 100 de E.U.        | Rock Moderno de E.U.   | Rock actual de E.U.    | Álbum                |
| 1983 | "Brothers Grimm/ Ghost Dance/ Horse Nation/ Christians" (como Death Cult) | #2 (Tablas independientes)    | -                      | -                      | -                      | E.P.                 |
| 1983 | "God's Zoo" (como Death Cult)                                             | #4 (tabla independiente)      | -                      | -                      | -                      | Sencillo             |
| 1984 | "Spiritwalker"                                                            | #77, #1 (tabla independiente) | -                      | -                      | -                      | Dreamtime            |
| 1984 | "Go West (Crazy Spinning Circles)"                                        | #90                           | -                      | -                      | -                      | Dreamtime            |
| 1984 | "Resurrection Joe"                                                        | #74                           | -                      | -                      | -                      | Sencillo             |
| 1985 | "She Sells Sanctuary"                                                     | #15 (#56, en 1986)            | -                      | -                      | -                      | Love                 |
| 1985 | "Rain"                                                                    | #17                           | -                      | -                      | -                      | Love                 |
| 1985 | "Revolution"                                                              | #30                           | -                      | -                      | -                      | Love                 |
| 1987 | "Love Removal Machine"                                                    | #18                           | -                      | -                      | #15                    | Electric             |
| 1987 | "Lil' Devil"                                                              | #11                           | -                      | -                      | #34                    | Electric             |
| 1987 | "Wild Flower"                                                             | #24                           | -                      | -                      | #39                    | Electric             |
| 1989 | "Fire Woman"                                                              | #15                           | #45                    | #2                     | #4                     | Sonic Temple         |
| 1989 | "Edie (Ciao Baby)"                                                        | #32                           | #93                    | #17                    | -                      | Sonic Temple         |
| 1989 | "Sun King" / "Edie (Ciao Baby)"                                           | #39                           | -                      | #21                    | -                      | Sonic Temple         |
| 1990 | "Sweet Soul Sister"                                                       | #42                           | -                      | -                      | #14                    | Sonic Temple         |
| 1991 | "Wild Hearted Son"                                                        | #40                           | -                      | #4                     | #12                    | Ceremony             |
| 1992 | "Heart of Soul"                                                           | #51                           | -                      | #21                    | -                      | Ceremony             |
| 1993 | "Sanctuary MCMXCIII"                                                      | #15                           | -                      | -                      | -                      | Sencillo             |
| 1993 | "The Witch"                                                               | -                             | -                      | -                      | -                      | Sencillo             |
| 1994 | "Coming Down (Drug Tongue)"                                               | #50                           | -                      | #26                    | #13                    | The Cult             |
| 1994 | "Star"                                                                    | #65                           | -                      | -                      | -                      | The Cult             |
| 1999 | "Painted on my Heart"                                                     | -                             | -                      | -                      | #26                    | Sencillo             |
| 2001 | "Rise"                                                                    | #86                           | #41                    | #19                    | #2                     | Beyond Good and Evil |
| 2001 | "Breathe"                                                                 | -                             | -                      | -                      | -                      | Beyond Good and Evil |
| 2002 | "True Believers"                                                          | -                             | -                      | -                      | -                      | Beyond Good and Evil |
| 2007 | "Dirty Little Rockstar"                                                   | -                             | -                      | -                      | -                      | Born Into This       |
| 2008 | "Illuminated"                                                             | -                             | -                      | -                      | -                      | Born Into This       |
| 2012 | "For the Animals"                                                         | -                             | -                      | -                      | -                      | Choice of Weapon     |
| 2012 | "Honey from a Knife"                                                      | -                             | -                      | -                      | -                      | Choice of Weapon     |
| 2015 | "Dark Energy"                                                             | -                             | -                      | -                      | -                      | Hidden City          |
| 2016 | "Hinterland"                                                              | -                             | -                      | -                      | -                      | Hidden City          |

### Videos (VHS y DVD)
- Dreamtime: Live At The Lyceum (VHS)
- Electric-Love videos de Love y Electric (VHS)
- Sonic-Ceremony videos de Sonic Temple (álbum) y Ceremony (VHS)
- Pure Cult: For Lovers, Ravers, Lovers and Sinners (1993, VHS)
- Pure Cult: DVD Anthology (2000)
- The Cult - Music Without Fear Live Cult video

## The Cult en la cultura popular
La canción "She Sells Sanctuary" fue incluida en 4 videojuegos:
- En el juego de vídeo del 2001 Gran Turismo 3: A-Spec como banda sonora.
- En el juego de vídeo del 2002 Grand Theft Auto: Vice City, en la estación de radio de rock, V-Rock.
- En el juego de vídeo del 2008 Guitar Hero: Aerosmith como canción jugable.
- En el juego de video del 2001 Dave Mirra Freestyle BMX 2 como tema de apertura y banda sonora.
- La canción "Love removal machine" aparece en el videojuego Guitar Hero World tour.
- En la película de Lamberto Bava Demons 2 aparece la canción "Rain" como parte de la Banda Sonora.
- La canción "Rain" aparece en el juego Grand Theft Auto V en la radio "Los Santos Rock Radio"
- En la película It estrenada en 2017, el tema "Love Removal Machine" aparece como música de fondo.
- En la película Layer Cake del año 2004 de Matthew Vaughn protagonizada por Daniel Craig sale la canción "She Sells Sanctuary" en los títulos de crédito iniciales. Esta misma canción sale en la película El Exorcista Del Papa de 2023 al principio de la película, protagonizada por Russell Crowe